# Arnikius van Averbode
Arnik(i)us of Arnic(i)us van Averbode is een fictieve 12e-eeuwse norbertijn rond wie in het midden van de 17e eeuw een heiligencultus werd gecreëerd. Zijn feestdag, 15 en 17 maart, wordt nog altijd vermeld in de scheurkalender van De Druivelaar.

## Kruisvaarder en norbertijn
De naam Arnikius verschijnt voor de eerste keer in de Chorographia sacra Brabantiae (1659), een historisch overzicht van kloosters en abdijen in het hertogdom Brabant. Arnikius (1140-1208) wordt er omschreven als een religieus van adellijke komaf: zijn vader is Arnold, heer van Diest. Nadat hij als kruisvaarder naar het Heilig Land was getrokken, zou de jonge edelman zijn ingetreden in de abdij van Averbode. Daar kreeg hij visioenen (onder meer van de Maagd Maria), verrichtte naar verluidt duiveluitdrijvingen en zou zelfs een dode weer tot leven gewekt hebben.

## Problematische bronnen
Kanunnik Antonius Sanderus, de auteur van de Chorographia, vermeldt een 14e-eeuwse kroniek uit de Middelburg als bron. Wanneer de bollandisten op zoek gaan naar dat middeleeuwse manuscript, blijkt het echter spoorloos te zijn. Ze nemen Arnikius in 1668 dan ook slechts onder voorbehoud op in de Acta Sanctorum, een serie kritische uitgaven van heiligenlevens. Er is immers nog te weinig bekend over zijn verering.
In 1682 verschijnt in Antwerpen een biografie in boekvorm, waarin verscheidene mirakels aan Arnikius worden toegeschreven. In diezelfde periode wordt de Gelukzalige Arnikius afgebeeld in het nieuwe koorgestoelte van Averbode. Een paviljoen in de kloostertuin wordt ingericht als Arnikiuskapel.

## Fictie
Pas veel later zal blijken dat Arnikius en zijn biografie op fictie berusten. Servaas Vaes, toenmalig abt van Averbode (1648-1698), was de promotor ervan. 
Door een biografie van een 12e-eeuwse medebroeder te (laten) verzinnen kon abt Vaes kleur geven aan de nauwelijks gedocumenteerde beginjaren van de abdij. Dat Arnikius bovendien in een geur van heiligheid zou zijn gestorven kwam de reputatie van Averbode alleen maar ten goede.
In de 19e eeuw raakten historici het erover eens dat Arnikius nooit heeft bestaan. Over het auteurschap van het valse heiligenleven werd lang gediscussieerd. Begin 20e eeuw namen sommigen nog aan dat de Antwerpse historicus Christophorus Butkens de vita van Arnikius geschreven had. Maar naar alle waarschijnlijkheid is Robert Lamberti, econoom in Averbode ten tijde van abt Vaes, de auteur. Om de in 1682 uitgegeven biografie te schrijven werd de Brusselse karmeliet Nicolas Petit ingeschakeld.